# Музей Азии и Тихого океана (Варшава)

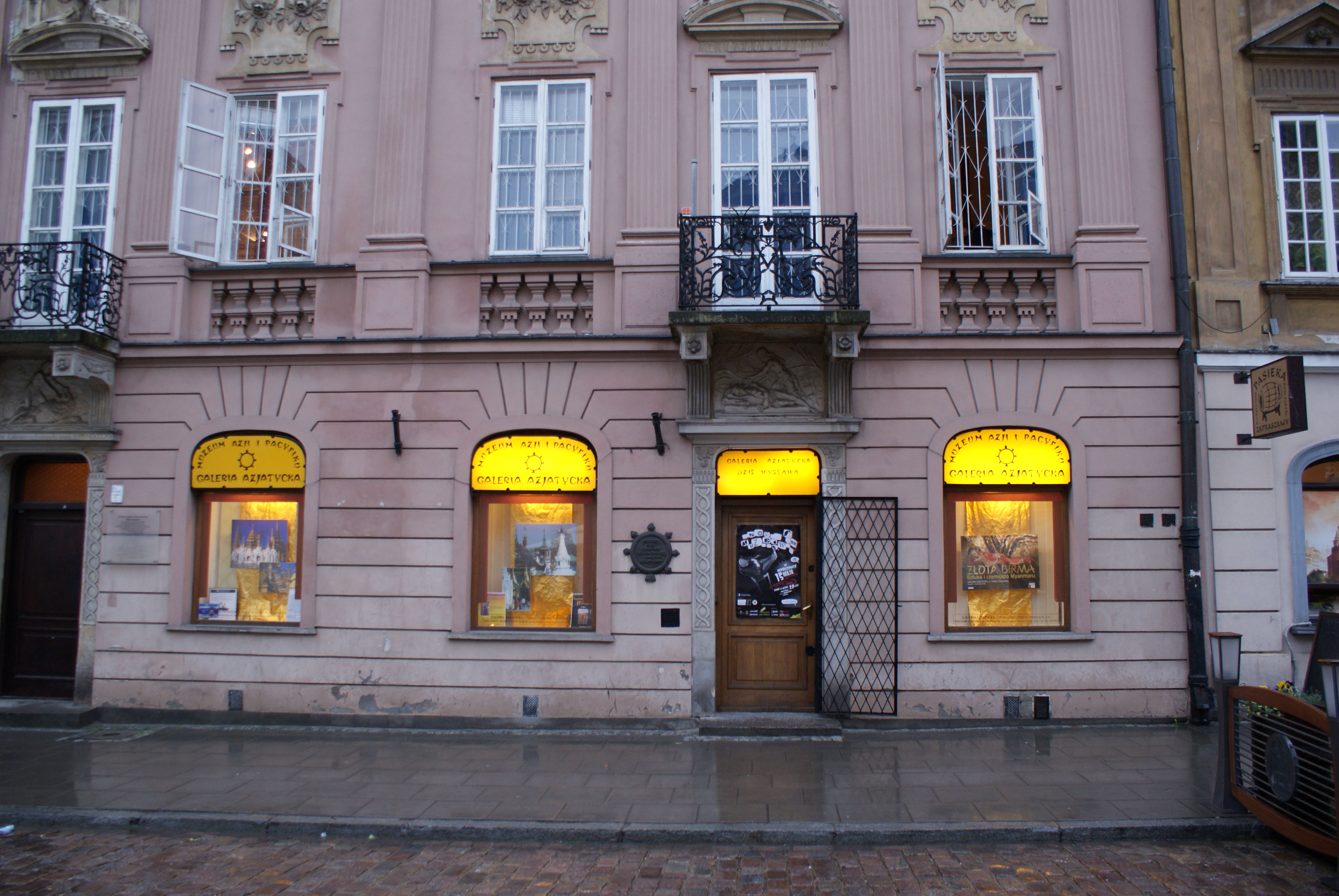
Азиатская галерея на улице Фрета, 5

Музей Азии и Тихого океана (пол. Muzeum Azji i Pacyfiku) — музей, находящийся в городе Варшава, Польша. Музей внесён в Государственный реестр музеев. Единственный музей в Польше, демонстрирующий музейные материалы из стран Азии, Океании и Австралии. Музей состоит из двух отделов — Южного и Азиатской галереи. Южный павильон находится на улице Солец, 24 и Азиатская галерея — на улице Фреты, 5.

## История
Музей был основан в 1973 году. Основой музея стала коллекция моряка и дипломата Анджея Вавжиняка, который прожил в общей сложности 27 лет во Вьетнаме, Индонезии, Непале, Лаосе и Афганистане. Будучи частным коллекционером, он со временем стал заниматься профессионально музейным делом, став членом Совета по делам музеев при польском Министерстве культуры. В настоящее время он является членом Комитета восточных наук Польской академии наук.
В 1973 году Анджей Вавжиняк он подарил государству своё собрание произведений искусств и этнографический материал и стал пожизненным директором и куратором музея.
Основное собрание музея во время его учреждения состояло из более, чем четырёх тысяч музейных материалов, главным образом с индонезийских островов Ява, Суматра, Борнео, Сулавеси, Бали и Флорес. В музее находится большая коллекция обрядовых и театральных масок, крисов, каменных, терракотовых и деревянных скульптур, кукол яванских театров ваянг кулит и ваянг голек, образцов национальных тканей, традиционной и современной индонезийской живописи.
В 2002 году музей подписал соглашение с инвестором о строительстве около отдела на улице Солец нового здания для музея. В 2006 году началось строительство нового помещения музея.

## Деятельность музея
В настоящее время собрание музея пополняется за счёт частных пожертвований и музейных приобретений предметами со всех стран Азии и Австралии и насчитывает более 25 тысяч экспонатов. Коллекция музея сегодня состоит из материалов из Индонезии, Китая, Вьетнама, Индии, Мьянмы, стран буддийской традиции ваджраяны (Монголия, Непал и Тибет), Центральной Азии и Афганистана. Музей также собирает современные картины, гравюры и рисунки художников стан Азии и Австралии. В музее представлены работы на азиатскую тему польских художников Тадеуша Кулисевича, Александра Кобздея, Анджея Струмилло и Романа Опалки.
При музее действует научная Азиатская библиотека, насчитывающая более 14 тысяч книг и 200 наименований польских и иностранных журналов.
Музей занимается просветительской деятельностью, организуя различные мероприятия по культуре, религии, философии и искусстве азиатских стран. Музей организует кинопоказы, поэтические вечера, встречи с различными путешественниками и представителями восточных религий.

## Среднеазиатская и узбекская коллекции
Коллекция экспонатов, которые имеют отношение к современной Центральной Азии, достигает в Музее Азии и Тихого океана 2000 единиц.Основная частью музейной коллекции из Центральной Азии - изделия из текстиля, в частности предметы одежды и украшения, шелковые халаты из разноцветных тканей икат, чапаны, туники, шаровары, обувь и паранджи, ковры, попоны, а также сюзане, изготовленные в основном в Ферганской долине, Самарканде и Нурате. Другой ценной частью коллекции является традиционная узбекская керамика первой половины XX века. Значительную ее часть составляют глазурованные блюда работы мастеров Риштана, Хивы, Самарканда и Бухары. Отдельная группа гончарной продукции – глиняные игрушки-свистульки в форме фантастических животных "хуштак". Также в коллекции присутствуют металлические сосуды из Узбекистана и Афганистана конца XIX – начала XX века. Это предметы из меди и латуни, кувшины для омовения и для заваривания чая, чаши и чашки.
Коллекции артефактов из Центральной Азии аккомпанируют работы современных польских художников, которые были вдохновлены искусством и культурой этого региона. Среди них – Анджей Струмилло и Станислав Познанский. В частности, Струмилло вдохновившись азиатской историей и культурой, создал  «Фархад убивает дракона» и «Портрет Алишера Навои» для книги «Поэзия Узбекистана». Коллекция из Центральной Азии, включая большую часть узбекской коллекции, представляются на выставках в Музее с конца 1970-х годов до настоящего времени.

### Книга-альбом
В 2018 году Всемирное общество по изучению, сохранению и популяризации культурного наследия Узбекистана при участии председателя попечительского совета  Бахтиера Фазылова, председателя научного совета Эдварда Ртвеладзе, а также председателя правления Всемирного общества и руководителя проекта "Культурное наследие Узбекистана" Фирдавса Абдухаликова начало сотрудничество с польскими коллегами и вышло на связь с куратором отдела культурных программ и коммуникаций Музея Азии и Тихого океана Каролиной Кшивицкой. Было принято решение подготовить и опубликовать книгу-альбом, посвященный экспонатам, имеющим отношение к Узбекистану и Центральной Азии в целом, "Культурное наследие Узбекистана в музеях Польши". Работа над книгой-альбомом началась в 2019 году. Помимо экспонатов, представленных в Музее Азии и Тихого океана в издание были включены экспонаты из Этнографического музея Кракова, а также фотографии Льва Барщевского, который он сделал во время службы в Туркестане. Помимо Абдухаликова и Кшивицкой участие в написании статей для книги-альбома приняли польские ученые Джоанна Василевска, Магдалена Гинтер-Фролов, Анна Шелинговска, а также правнук Барщевского Игорь Строецкий. Книга-альбом была презентована в декабре 2020 года в Ташкенте на IV Международном конгрессе «Культурное наследие Узбекистана — фундамент нового Ренессанса».

## Галерея

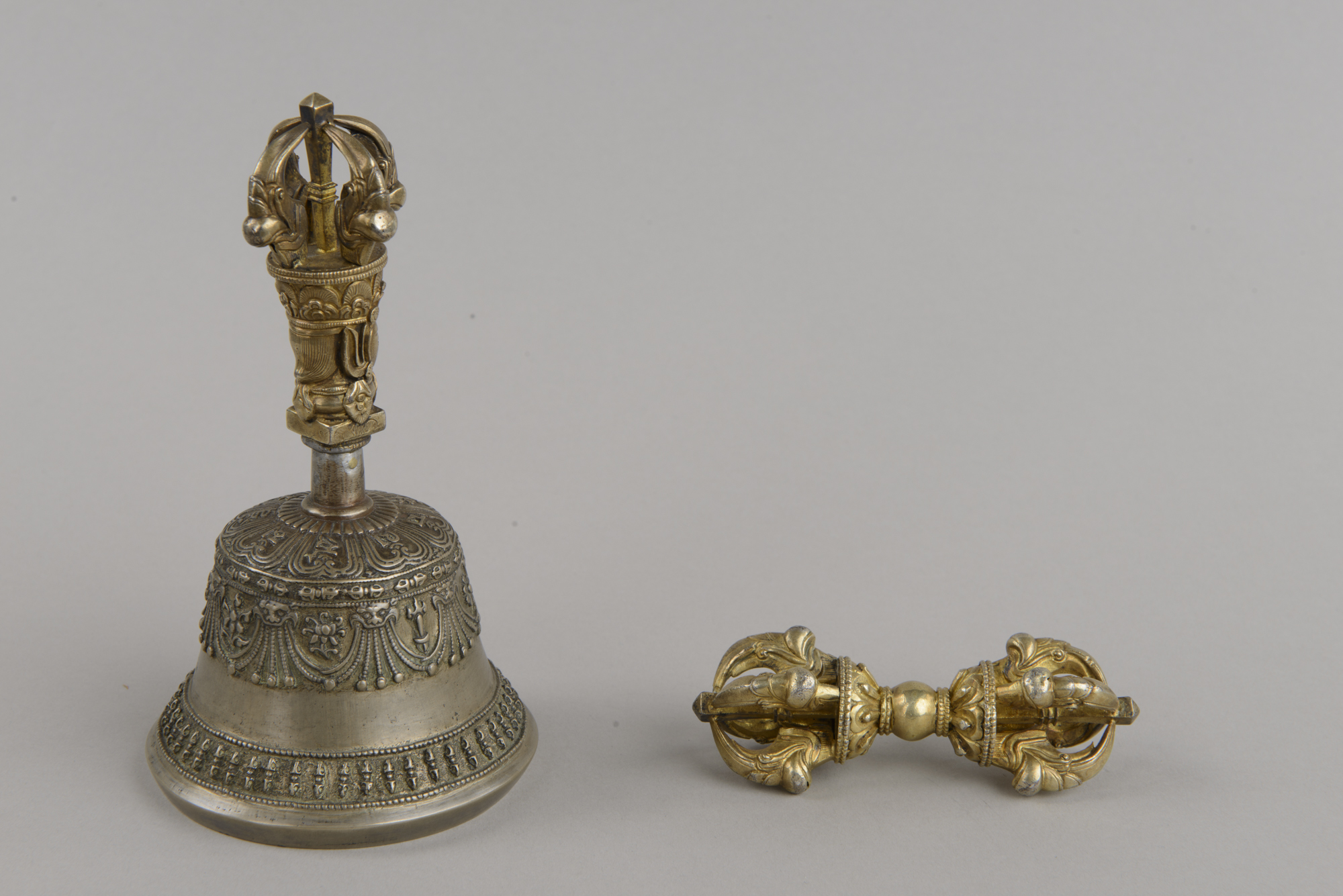
Белл и Ваджра Скипетр власти (Китай) - Музей Азии и Тихого океана
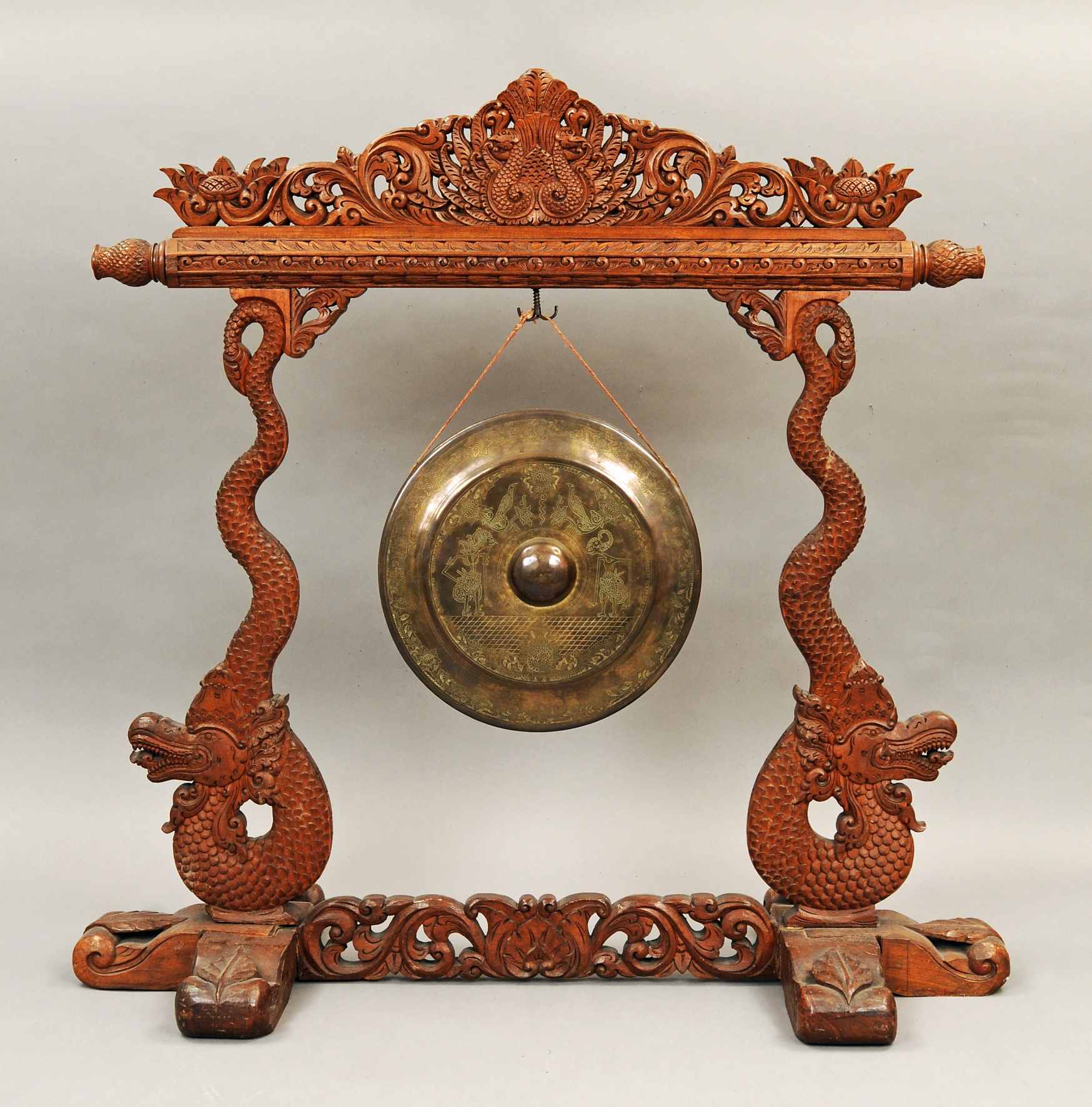
Гонг (Центральная Ява) - Музей Азии и Тихого океана
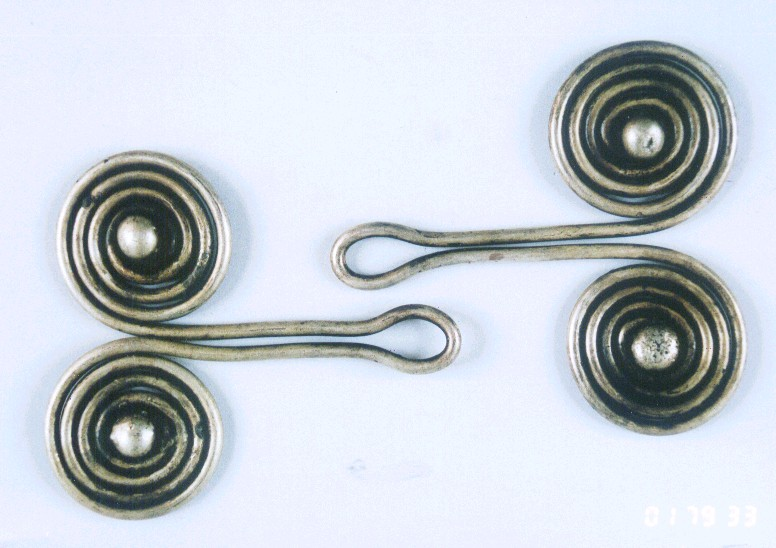
Серьги типа Паданг (Суматра) - Музей Азии и Тихого океана
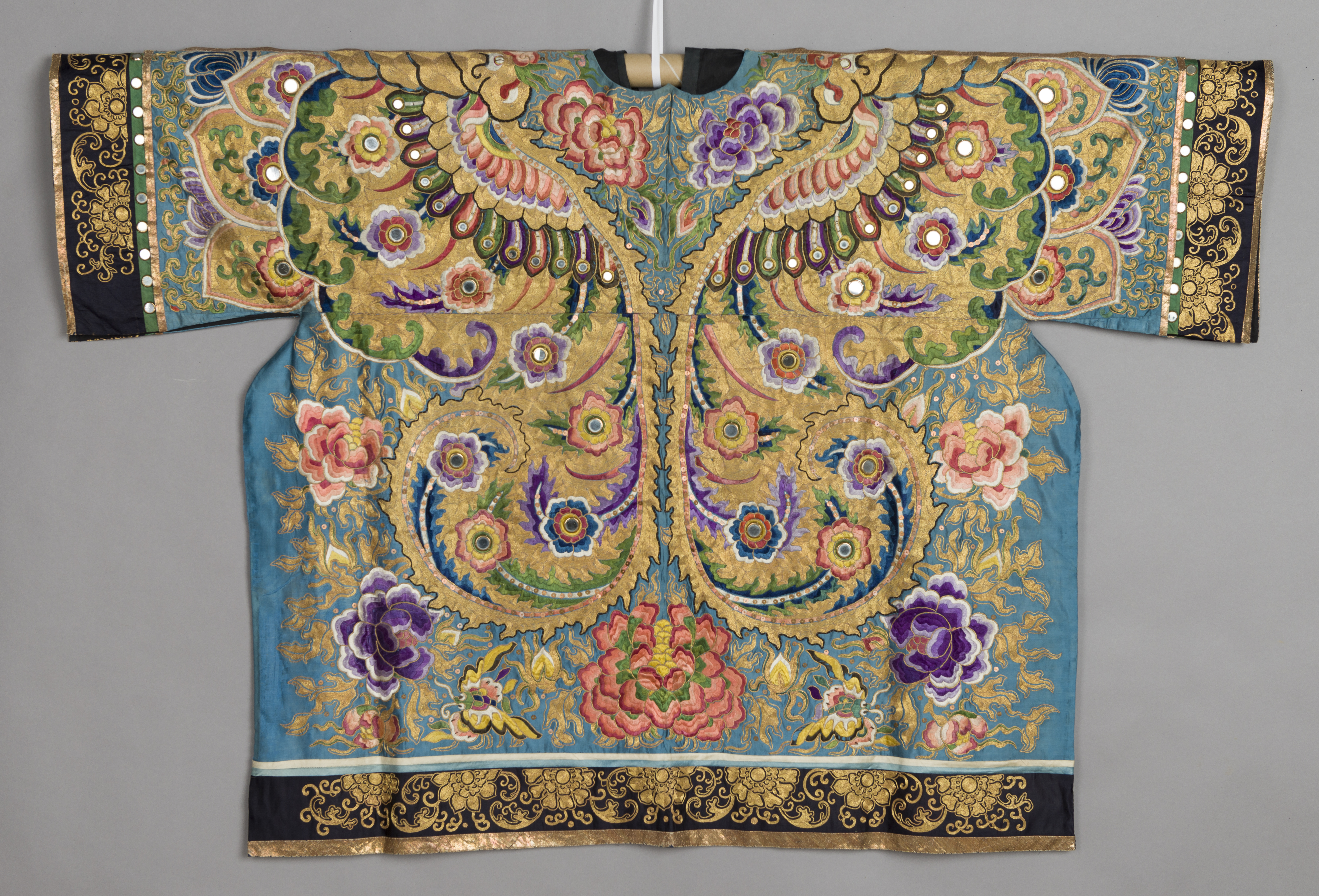
Театральный Костюм (Китай) - Музей Азии и Тихого океана
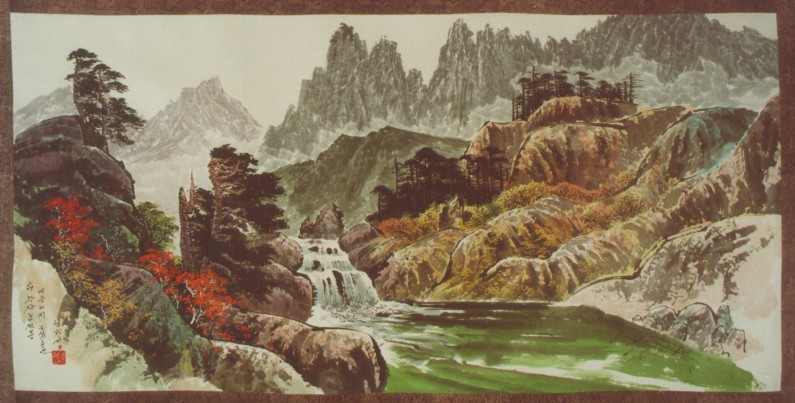
Горный пейзаж - Сб Чанг (Корея) - Музей Азии и Тихого океана
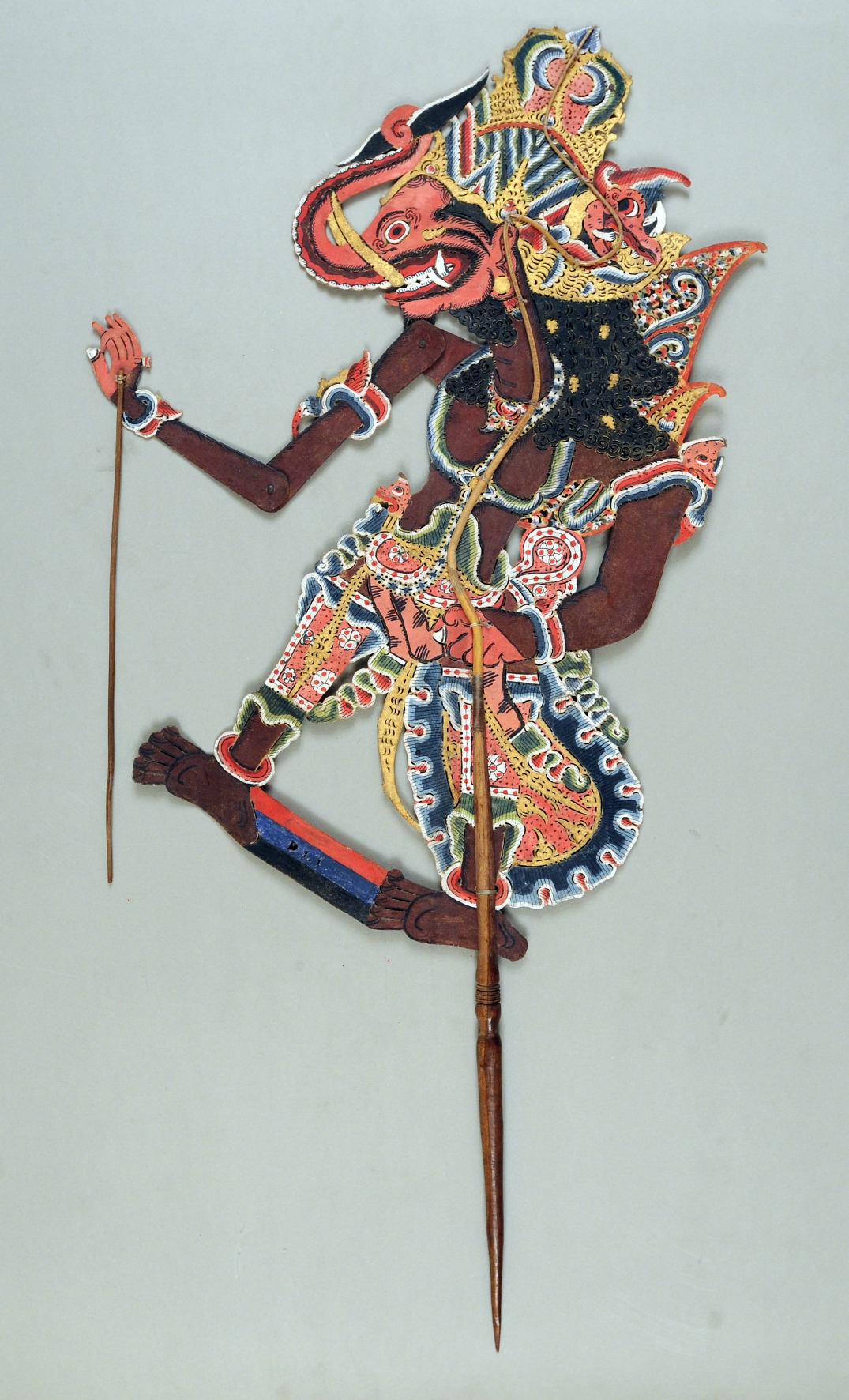
Театр кукол Тень Wayang Kulit - Ganeśa (Индия) - Музей Азии и Тихого океана
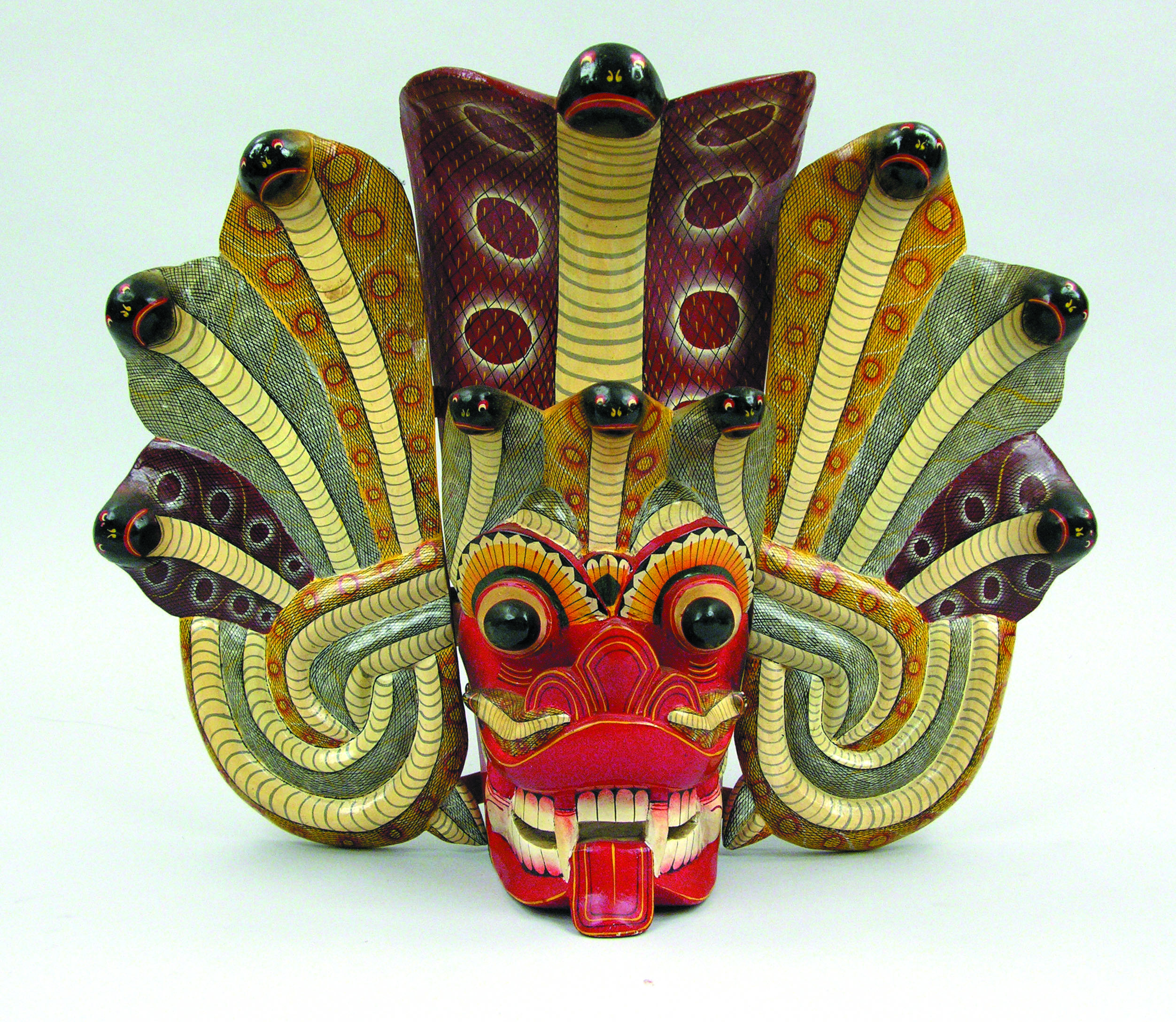
маска танец(Шри Ланка) - Музей Азии и Тихого океана
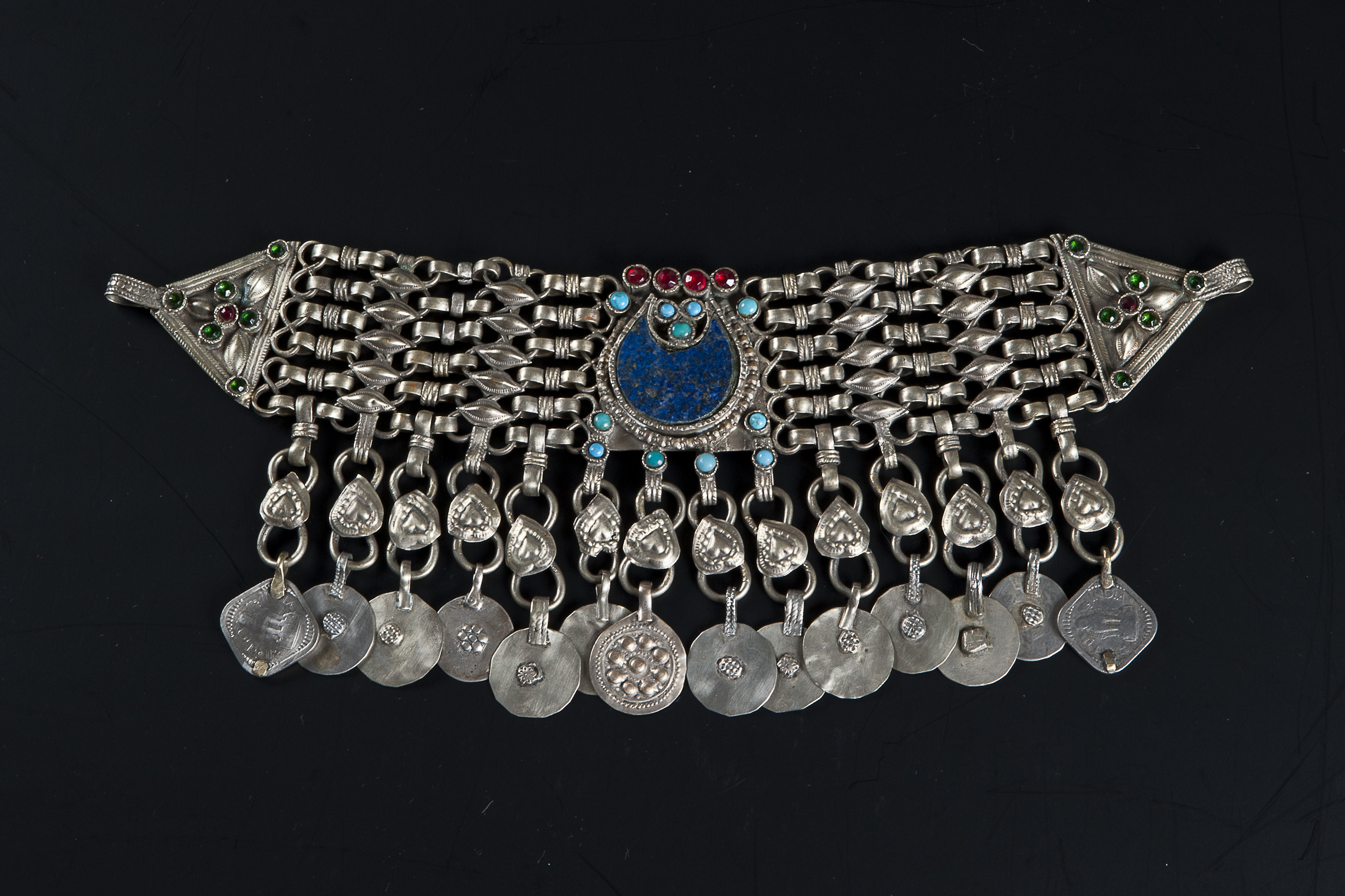
Oжерелье (Афганистан) - Музей Азии и Тихого океана
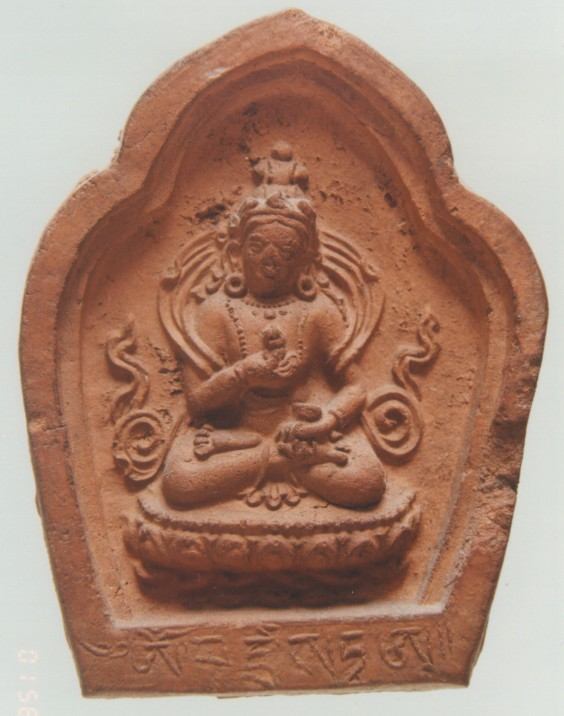
Pельеф Tsa-Tsa - Budda (Монголия) - Музей Азии и Тихого океана
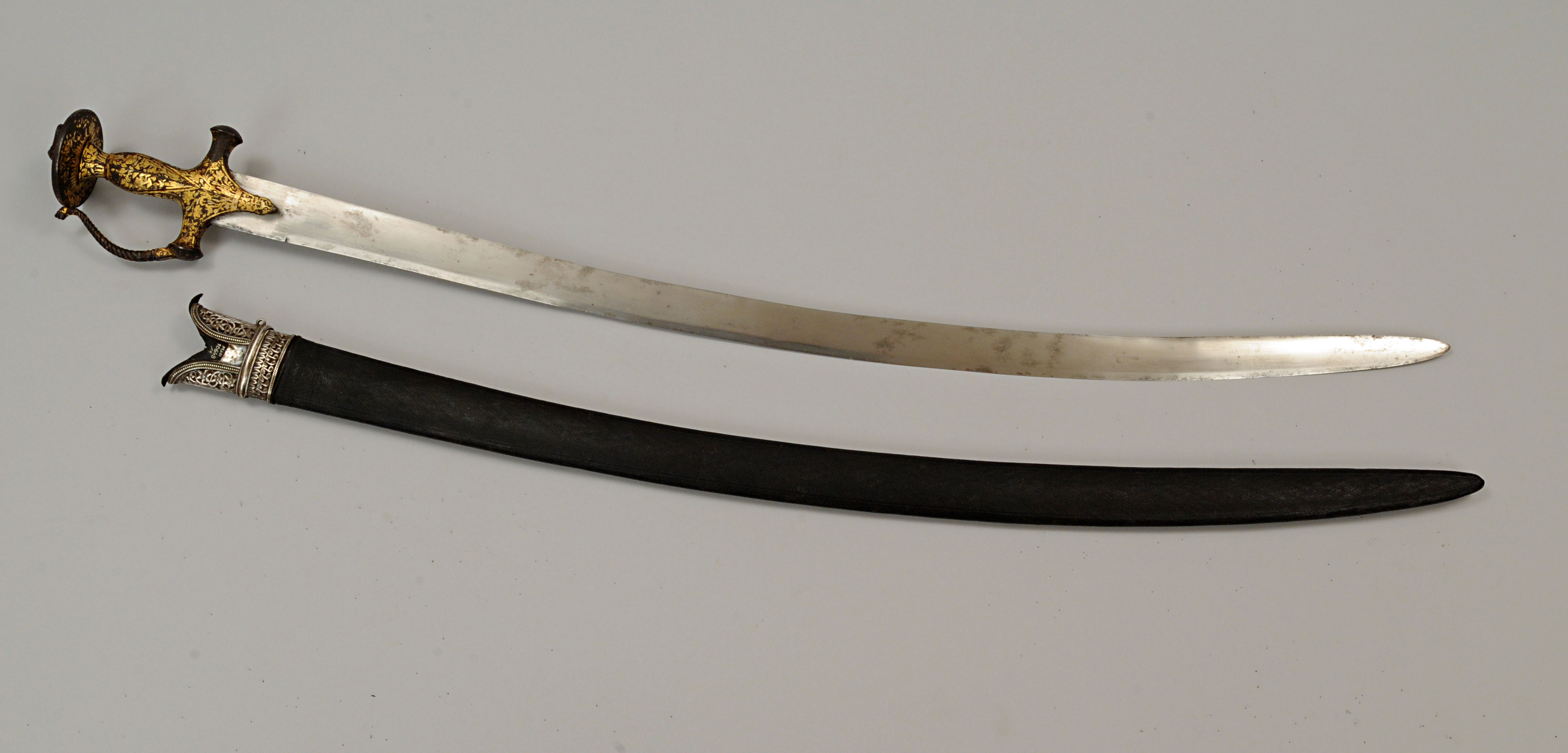
Сабля Tarwar (Индия) - Музей Азии и Тихого океана
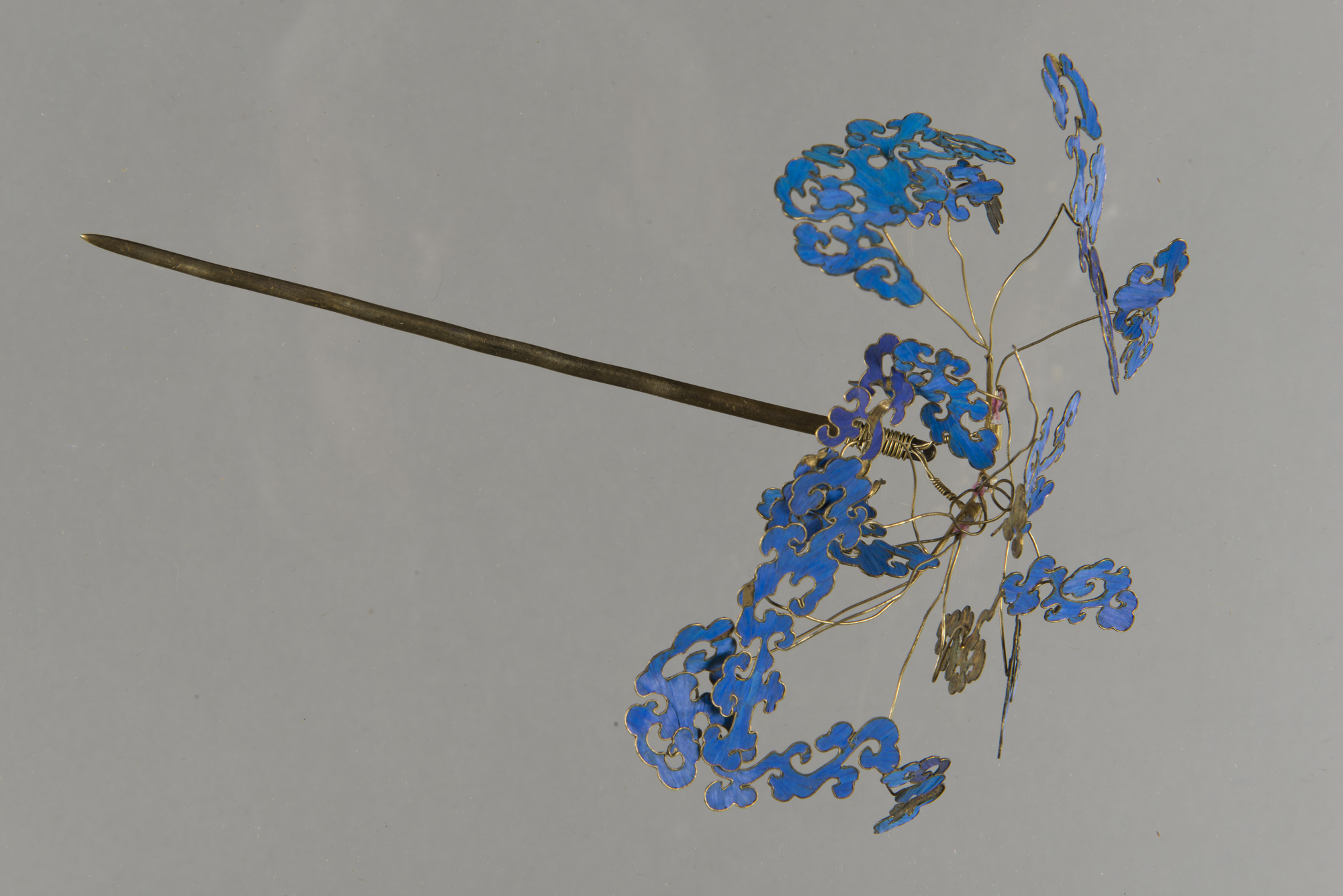
Шпилька(Китай) - Музей Азии и Тихого океана
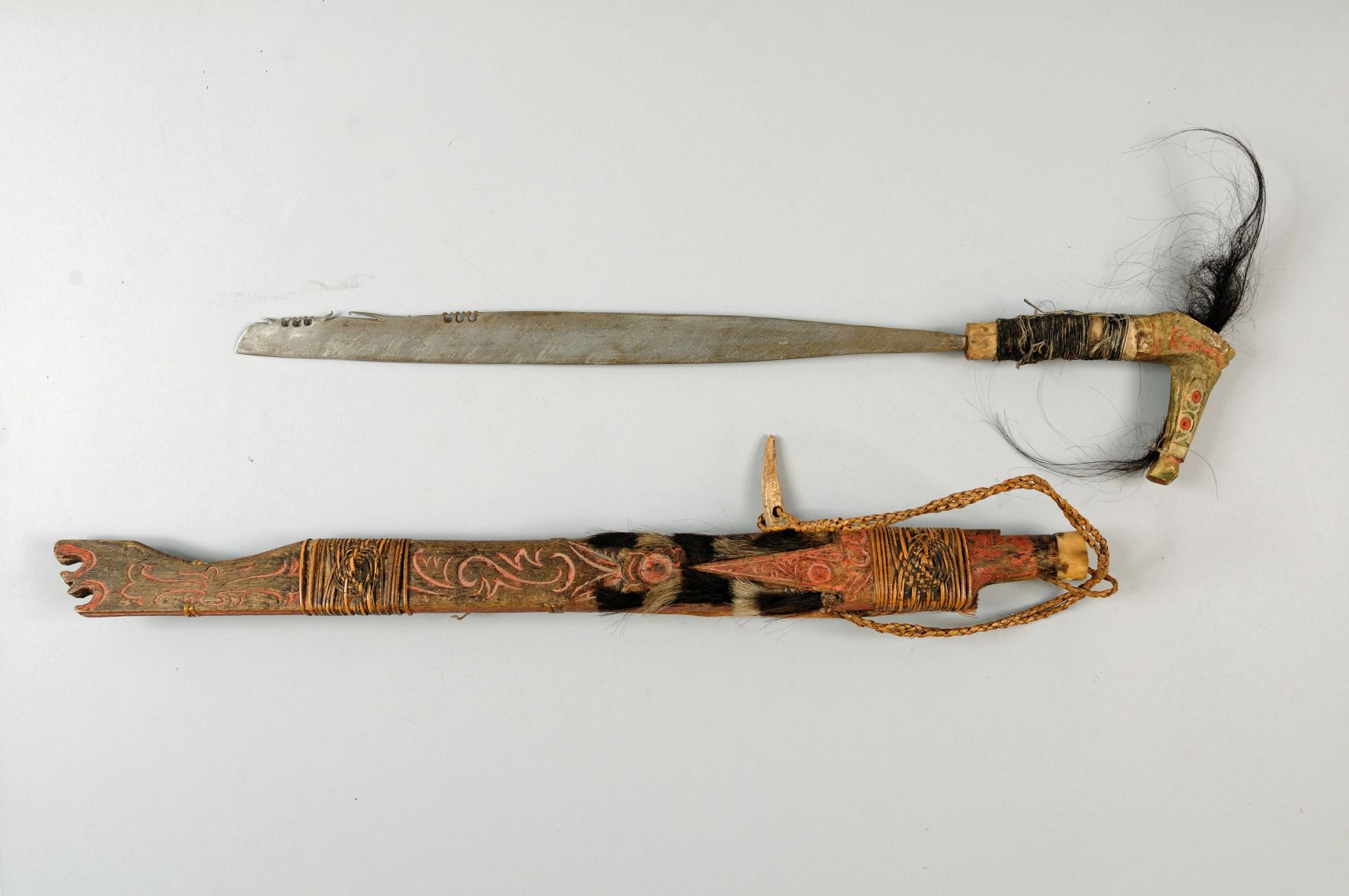
тесак Parang (Индонезия) - Музей Азии и Тихого океана
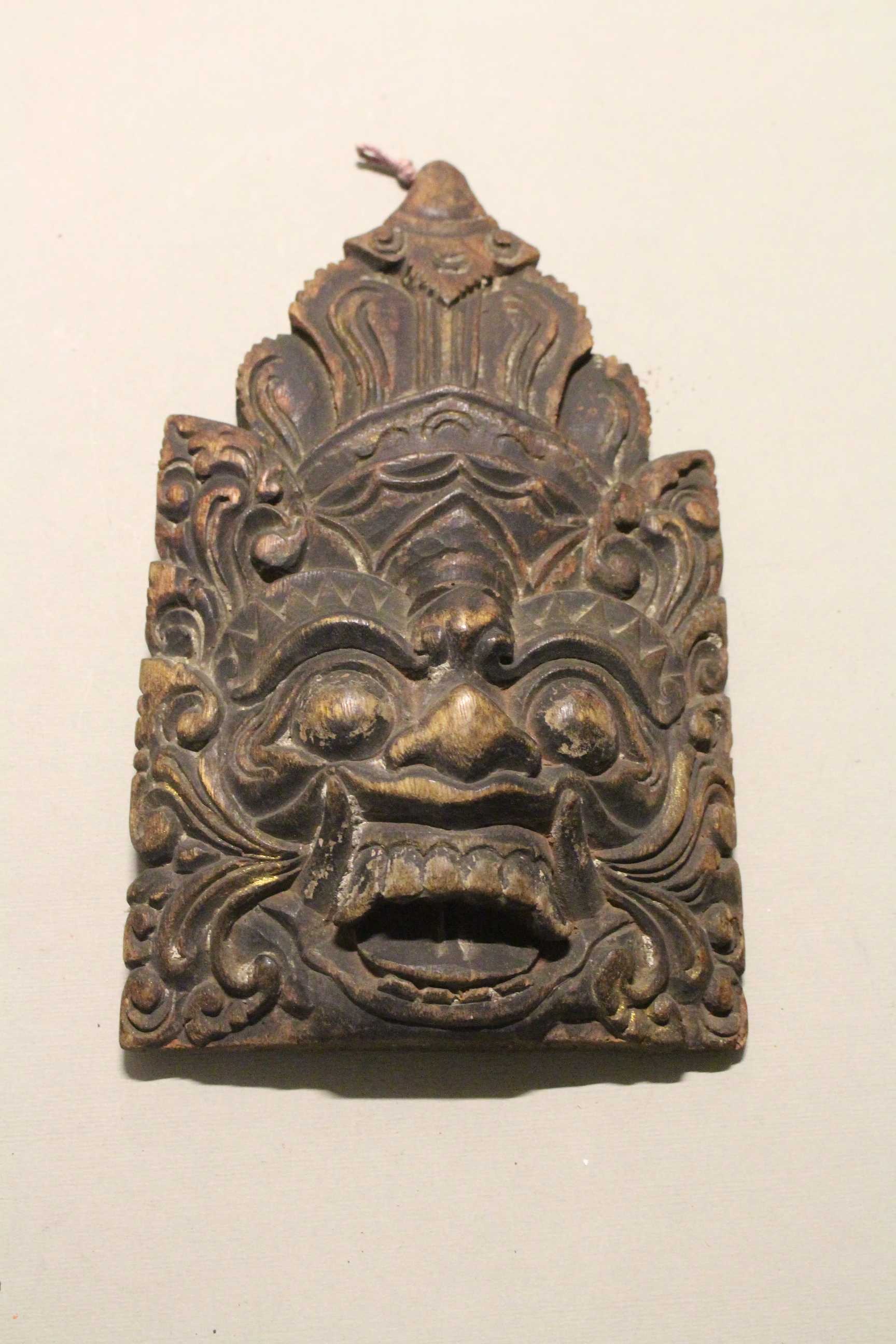
маска для лица демона (Индонезия) - Музей Азии и Тихого океана
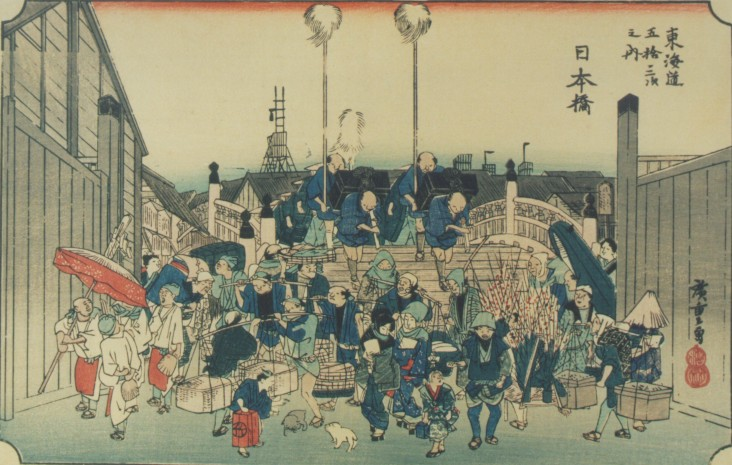
Вид с моста в Токио 53 станции Токайдо цикла(Япония) - Музей Азии и Тихого океана